# Slad
Slád je kaljeno žito, ki se uporablja za varjenje piva in za destilacijo viskija in nekaterih drugih vrst žganih pijač.
Proizvodnja slada je kontrolirano kaljenje žitnih zrn, ki se jih pred tem namaka v vodi, kaljenje pa se nato ustavi s povišanjem temperature in sušenjem zrn. Za slad se največ uporablja zrnje ječmena, lahko pa tudi pšenice, rži ali ovsa. Bistvo proizvodnje slada je modifikacija škroba, ki se nahaja v žitnih zrnih s pomočjo encimov, ki jih proizvaja kalček ob kalitvi. Pri tem procesu se škrob spreminja v enostavnejše sladkorje, ki jih nato s pomočjo fermentacije spremenijo v alkohol. Pred tem se lahko slad dodatno praži, kar je nujno potrebno za varjenje temnega piva.